# Campeonato Uruguayo de Primera División 1967
El Campeonato Uruguayo 1967 fue el 63° torneo de Primera División del fútbol uruguayo, correspondiente al año 1967. Contó con la participación de 10 equipos, los cuales se enfrentaron en sistema de todos contra todos a dos ruedas.
El campeón fue el Club Atlético Peñarol, quien se consagró de forma invicta.

## Participantes

### Ascensos y descensos
| Equipo    | Ascendido como                      |
| --------- | ----------------------------------- |
| Liverpool | Campeón de la Segunda División 1966 |

| Equipo               | Descendido como           |
| -------------------- | ------------------------- |
| Montevideo Wanderers | 10° Primera División 1966 |

## Campeonato

### Tabla de posiciones
| Pos. | Equipo         | PJ | PG | PE | PP | GF | GC | Dif. | Pts. |
| ---- | -------------- | -- | -- | -- | -- | -- | -- | ---- | ---- |
| 1º   | Peñarol        | 18 | 15 | 3  | 0  | 43 | 6  | +37  | 33   |
| 2º   | Nacional       | 18 | 11 | 5  | 2  | 26 | 16 | +10  | 27   |
| 3º   | Cerro          | 18 | 7  | 6  | 5  | 21 | 16 | +5   | 20   |
| 4º   | Racing         | 18 | 3  | 12 | 3  | 13 | 17 | -4   | 18   |
| 5º   | Rampla Juniors | 18 | 6  | 5  | 7  | 21 | 22 | -1   | 17   |
| 6º   | Danubio        | 18 | 5  | 6  | 7  | 18 | 19 | -1   | 16   |
| 7º   | Defensor       | 18 | 5  | 4  | 9  | 19 | 27 | -8   | 14   |
| 8º   | Liverpool      | 18 | 3  | 7  | 8  | 14 | 23 | -9   | 13   |
| 9º   | Fénix          | 18 | 3  | 5  | 10 | 15 | 29 | -14  | 11   |
| 10º  | Sud América    | 18 | 3  | 5  | 10 | 15 | 30 | -15  | 11   |

|  | Campeón Uruguayo.             |
|  | Desciende a Segunda División. |

|                                                           |
| Uruguay                                                   |
| Campeón Uruguayo 1967 invicto Peñarol 28.vo título de AUF |

### Equipos clasificados

#### Copa Libertadores 1968
|   | Equipo   | Clasificación como              |
| - | -------- | ------------------------------- |
| 1 | Peñarol  | Campeón Primera División 1967   |
| 2 | Nacional | 2° puesto Primera División 1967 |

### Fixture
| Cerro    | 1–0 | Rampla Juniors |
| Danubio  | 2–0 | Sud América    |
| Fénix    | 0–0 | Racing         |
| Nacional | 3–1 | Liverpool      |
| Peñarol  | 1–0 | Defensor       |

| Cerro          | 2–1 | Sud América |
| Defensor       | 1–0 | Danubio     |
| Fénix          | 1–1 | Nacional    |
| Peñarol        | 7–1 | Racing      |
| Rampla Juniors | 1–0 | Liverpool   |

| Cerro    | 2–1 | Fénix          |
| Defensor | 2–1 | Liverpool      |
| Nacional | 2–1 | Danubio        |
| Peñarol  | 4–0 | Sud América    |
| Racing   | 0–0 | Rampla Juniors |

| Danubio  | 1–1 | Liverpool      |
| Defensor | 2–0 | Fénix          |
| Nacional | 2–1 | Cerro          |
| Peñarol  | 4–2 | Rampla Juniors |
| Racing   | 1–0 | Sud América    |

| Cerro          | 2–0 | Defensor    |
| Liverpool      | 0–0 | Racing      |
| Nacional       | 1–0 | Sud América |
| Peñarol        | 1–0 | Danubio     |
| Rampla Juniors | 1–0 | Fénix       |

| Danubio        | 2–1 | Racing      |
| Defensor       | 2–2 | Sud América |
| Fénix          | 1–0 | Liverpool   |
| Peñarol        | 2–0 | Cerro       |
| Rampla Juniors | 3–0 | Nacional    |

| Cerro       | 0–0 | Racing         |
| Danubio     | 3–2 | Fénix          |
| Nacional    | 2–1 | Defensor       |
| Peñarol     | 4–0 | Liverpool      |
| Sud América | 2–1 | Rampla Juniors |

| Cerro       | 1–1 | Liverpool      |
| Danubio     | 0–0 | Rampla Juniors |
| Defensor    | 0–0 | Racing         |
| Nacional    | 0–0 | Peñarol        |
| Sud América | 1–0 | Fénix          |

| Danubio   | 1–0 | Cerro          |
| Defensor  | 2–1 | Rampla Juniors |
| Liverpool | 3–1 | Sud América    |
| Nacional  | 0–0 | Racing         |
| Peñarol   | 4–0 | Fénix          |

| Nacional       | 4–1 | Liverpool |
| Peñarol        | 2–0 | Defensor  |
| Racing         | 4–2 | Fénix     |
| Rampla Juniors | 3–2 | Cerro     |
| Sud América    | 1–0 | Danubio   |

| Cerro     | 0–0 | Sud América    |
| Defensor  | 2–1 | Danubio        |
| Fénix     | 1–0 | Nacional       |
| Liverpool | 3–0 | Rampla Juniors |
| Peñarol   | 1–1 | Racing         |

| Cerro    | 2–1 | Fénix          |
| Defensor | 0–0 | Liverpool      |
| Nacional | 3–2 | Danubio        |
| Peñarol  | 2–0 | Sud América    |
| Racing   | 1–1 | Rampla Juniors |

| Danubio  | 1–1 | Liverpool      |
| Fénix    | 3–2 | Defensor       |
| Nacional | 1–0 | Cerro          |
| Peñarol  | 2–0 | Rampla Juniors |
| Racing   | 1–1 | Sud América    |

| Cerro     | 3–0 | Defensor       |
| Fénix     | 1–1 | Rampla Juniors |
| Liverpool | 0–0 | Racing         |
| Nacional  | 2–1 | Sud América    |
| Peñarol   | 2–1 | Danubio        |

| Cerro     | 1–1 | Peñarol        |
| Danubio   | 2–1 | Racing         |
| Defensor  | 3–3 | Sud América    |
| Liverpool | 1–0 | Fénix          |
| Nacional  | 1–0 | Rampla Juniors |

| Cerro          | 1–1 | Racing      |
| Danubio        | 1–1 | Fénix       |
| Nacional       | 3–1 | Defensor    |
| Peñarol        | 1–0 | Liverpool   |
| Rampla Juniors | 5–2 | Sud América |

| Cerro   | 3–1 | Liverpool      |
| Danubio | 0–0 | Rampla Juniors |
| Fénix   | 1–0 | Sud América    |
| Peñarol | 2–0 | Nacional       |
| Racing  | 1–0 | Defensor       |

| Cerro          | 0–0 | Danubio     |
| Liverpool      | 0–0 | Sud América |
| Nacional       | 0–0 | Racing      |
| Peñarol        | 3–0 | Fénix       |
| Rampla Juniors | 2–1 | Defensor    |

## Tabla del descenso
El recién ascendido Defensor, quien duplicaba los puntos, logró permanecer en Primera División, terminando penúltimo en la tabla del descenso.
Por otra parte, el equipo de Liverpool fue campeón de la Divisional B y ascendió para jugar en Primera División del año siguiente.
| Pos. | Equipo         | Pts. 1966 | Pts. 1967 | Total |
| ---- | -------------- | --------- | --------- | ----- |
| 1º   | Peñarol        | 26        | 33        | 59    |
| 2º   | Nacional       | 28        | 27        | 55    |
| 3º   | Cerro          | 23        | 20        | 43    |
| 4º   | Rampla Juniors | 22        | 17        | 39    |
| 5º   | Danubio        | 22        | 16        | 38    |
| 6º   | Racing         | 10        | 18        | 28    |
| 7º   | Defensor       | 12        | 14        | 26    |
| 8º   | Liverpool      | 1a B      | 13        | 26    |
| 9º   | Sud América    | 14        | 11        | 25    |
| 10º  | Fénix          | 10        | 11        | 21    |